# Middelburen (Smallingerland)
Middelburen (Fries: Middelbuorren, [’mɪdlbṷorn]) is een buurtschap in de gemeente Smallingerland, in de Nederlandse provincie Friesland. Middelburen ligt tussen Opeinde en Oudega aan de Hegewei bij de T-splitsing met de Kilometerwei. De plaats heeft witte plaatsnaamborden.
Rond 1700 werd de plaats vermeld als Middelbuiren en in 19e eeuw werd het Middelburen. De naam zou duiden op een nederzetting (buren)  tussen Oudega en Nijega. 
Opvallend is dat Middelburen niet mee was genomen in de volkstelling van 1840 ondanks dat het toen al duidelijk aparte nederzetting was.
Steden, dorpen en gehuchten: Boornbergum · De Tike · De Veenhoop · De Wilgen · Drachten · Drachtstercompagnie · Goëngahuizen · Houtigehage · Kortehemmen · Nijega · Opeinde · Oudega · Rottevalle · Smalle Ee

Buurtschappen: Buitenstverlaat · De Gaasten · De Kooi · Egbertsgaasten · Hooidammen · Luchtenveld · Middelburen · Noorderend · Opperburen · Siteburen · Uiteinde · Wierren · Zandburen · Zuidereind 

Friesland: Steden en dorpen      Nederland: Provincies · Gemeenten